# Alaa Salah
Alaa Salah (en árabe: آلاء صالح‎) es una estudiante sudanesa y activista en las protestas antigubernamentales que llevaron al derrocamiento de Omar Hasán Ahmad al Bashir. Captó la atención internacional a través de una foto icónica de ella tomada por Lana Haroun que se volvió viral en abril de 2019. La imagen de Salah ha sido bautizada como "Mujer de blanco" o "Dama de la libertad" de Sudán.

## Biografía
Alaa Salah nació en 1996 o 1997. Su madre es diseñadora de moda y su padre trabaja en la industria de la construcción. Estudia ingeniería y arquitectura en la Universidad Internacional de Sudán en Jartum.

## Protestas en Sudán
Desde diciembre de 2018, se han producido una serie de protestas contra el presidente Omar al Bashir, exigiendo reformas económicas y la dimisión del presidente. Como resultado de las protestas, en febrero de 2019 se declaró el estado de emergencia. Los días 6 y 7 de abril se produjeron las mayores protestas desde la declaración del estado de emergencia. En continuas protestas, se ha visto al ejército protegiendo a los manifestantes de las fuerzas de seguridad el 10 de abril. Finalmente, las protestas llevaron a que los militares destituyeran a al Bashir del poder e instalaran un consejo de transición en su lugar, dirigido por Ahmed Awad Ibn Auf, pero los manifestantes, entre ellos Salah, afirmaron que se trataba simplemente de un cambio de liderazgo en el mismo régimen y exigieron un consejo civil de transición.

## Fotografía
Mientras continuaban las protestas, el 8 de abril Lana Haroun tomó la imagen de una mujer, inicialmente sin nombre, vestida con un thawb blanco de pie sobre un coche, que habló y cantó con otras mujeres a su alrededor durante una sentada cerca del cuartel general del ejército y el palacio presidencial. La imagen fue ampliamente compartida en redes sociales y atrajo la atención de los medios de comunicación internacionales. Ha sido descrita como un símbolo del papel crucial de las mujeres en el éxito de las manifestaciones, ya que la gran mayoría de los manifestantes, casi el 70%, son mujeres.
La túnica blanca de Salah, un thawb tradicional sudanés, recordaba la vestimenta de las mujeres sudanesas que protestaban contra dictaduras anteriores, así como la de los estudiantes manifestantes a los que se llamaba "Kandakes" en honor a las antiguas reinas nubias. Sus aretes de oro son un atuendo femenino tradicional de boda. Los comentaristas llamaron a la pose "la imagen de la revolución". Hala Al-Karib, una activista sudanesa por los derechos de las mujeres, dijo: "Es un símbolo de la identidad de una mujer trabajadora, una mujer sudanesa que es capaz de hacer cualquier cosa pero que todavía aprecia su cultura".